# Косачёв, Кузьма Максимович
Кузьма Максимович Косачёв (1928—1982) — бригадир колхоза «Россия» Змеиногорского района Алтайского края, Герой Социалистического Труда (23.06.1966).
Бригадир бригады № 6 (1957), управляющий четвертым отделением (1968) колхоза «Россия» Змеиногорского района Алтайского края.
Прославился стабильными высокими урожаями зерновых культур.
Герой Социалистического Труда (23.06.1966). Награждён орденами и медалями.
Умер в 1982 году.
В  с. Гальцовка его именем названа улица.